# Блок пам'ятний

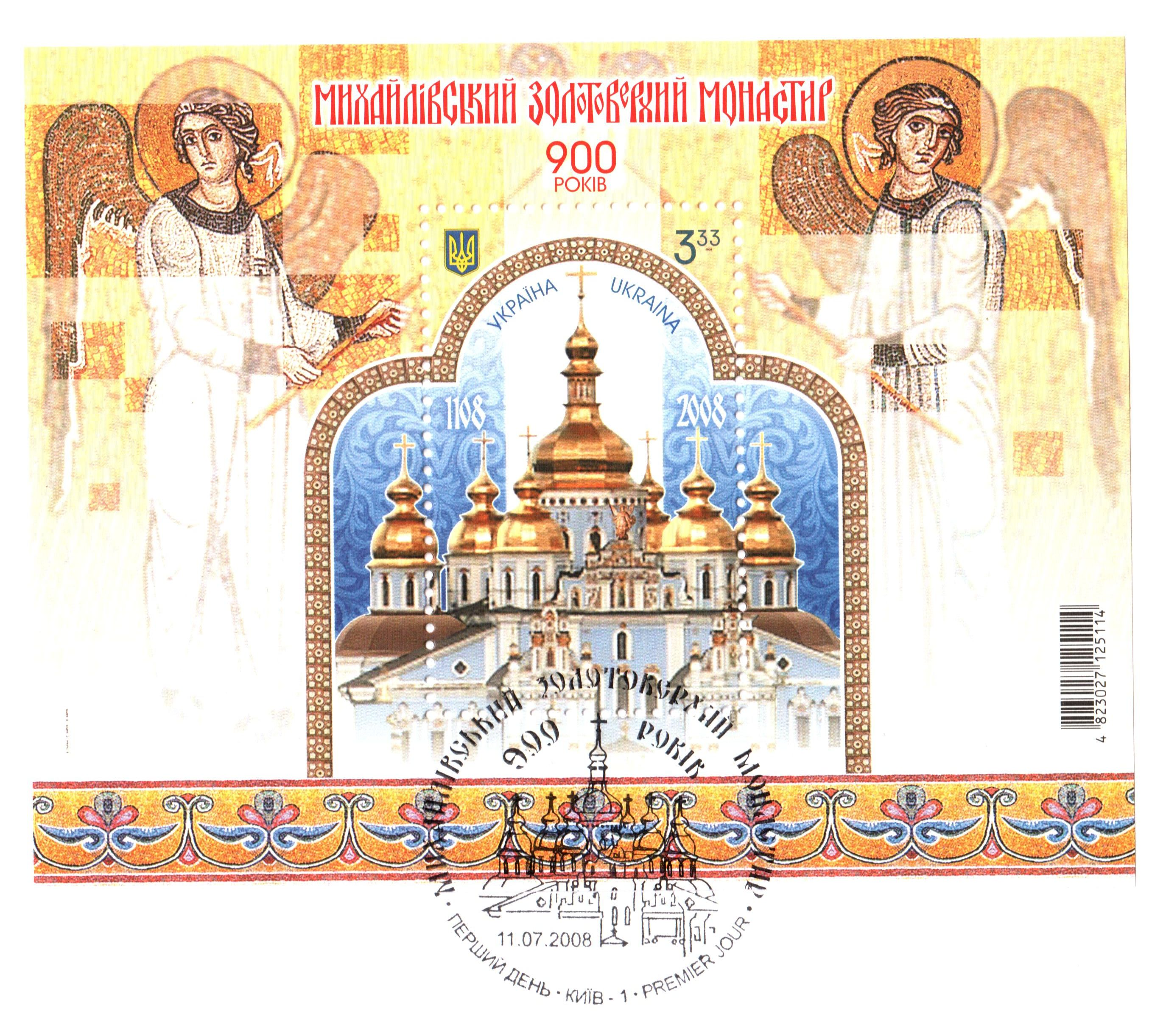
Поштовий блок України на честь 900-річчя Михайлівського монастиря в Києві (із спеціальним погашенням, 2008)

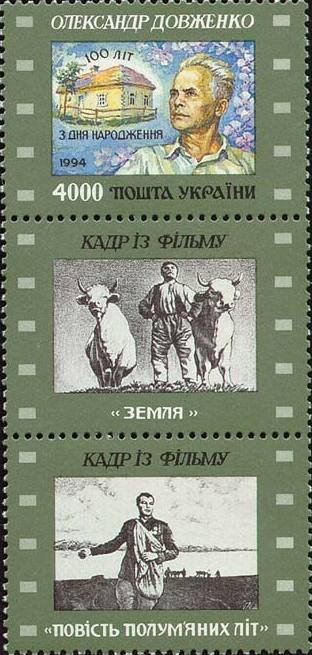
Поштовий блок у вигляді кіноплівки на честь 100 років від народження Олександра Довженка

Блок пам'ятний (або поштовий блок) — у філателії спеціальна форма видання знаків поштової оплати, надрукованих з полями на невеликому марочному аркуші. Разом з сувенірними марочними аркушами є філателістичним сувеніром, проте це не виключає можливості використовувати їх як знаки поштової оплати (на відміну від сувенірних листків).

## Цікаві факти
- Поштовий блок у вигляді кіноплівки був випущений на честь 100 років від народження Олександра Довженка.